# Grdelica
Grdelica (cyr. Грделица) – miasteczko w Serbii, w okręgu jablanickim, w mieście Leskovac. W 2011 roku liczyło 2136 mieszkańców.